# Giosuè Epis
Giosuè Epis (4 maart 2002) is een Italiaans wielrenner die anno 2025 rijdt voor Arkéa-B&B Hotels.

## Carrière
Als junior won Epis een etappe in de Ronde van Gironde en werd hij, achter Tomas Trainini en Davide Persico, derde in de Trofeo Comune di Vertova.
In 2021 werd Epis zestiende in de door Michele Gazzoli gewonnen Gran Premio della Liberazione. In september 2022 bleef hij, in de tweede etappe van de Ronde van Friuli-Venezia Giulia, Toon Vandebosch en Matteo Zurlo voor in een sprint van een kleine groep om zo de rit te winnen.

## Overwinningen
2019
1e etappe deel B Ronde van Gironde
2022
2e etappe Ronde van Friuli-Venezia Giulia
2023
Due Giorni Marchigiana-G.P. Santa Rita

### Resultaten in voornaamste wedstrijden
| Jaar | Ronde van Italië | Ronde van Frankrijk | Ronde van Spanje |
| ---- | ---------------- | ------------------- | ---------------- |
| 2025 | 135e             |                     |                  |

| Jaar | Gent-Wevelgem | Ronde van Vlaanderen | Parijs-Roubaix |
| ---- | ------------- | -------------------- | -------------- |
| 2025 | opgave        | 92e                  | 102e           |

## Ploegen
- 2021 –  Iseo-Rime-Carnovali
- 2022 –  Carnovali-Rime
- 2023 –  Zalf Euromobil Fior
- 2024 –  Arkéa-B&B Hôtels Continentale
- 2025 –  Arkéa-B&B Hotels

Biermans · Capiot · Costiou · Delaplace · Démare · Epis · García Pierna · Gesbert · Grondin · T. Guernalec · V. Guernalec · Guglielmi · Huys · Le Berre · Lozouet · Mozzato · Ries · Rodríguez · Rouland · Scotson · Sénéchal · Svestad-Bårdseng · Thierry · Tjøtta · Vauquelin · Venturini · Verre